# Trials 2: Second Edition
Pour les articles homonymes, voir Trial (homonymie).
Trials 2: Second Edition est un jeu vidéo indépendant de trial mêlant course et plates-formes développé par RedLynx. Il est sorti en 2008 sur PC (Windows).

## Accueil
- IGN : 8/10[1]